# Жуламанов, Бакитжан Толевжанович
Бакитжан Толевжанович Жуламанов (родился 23 декабря 1966 года в Самарканде, Узбекская ССР) — аким города Павлодара с 24 апреля 2009 года.

## Трудовая биография
Окончил Алма-Атинский институт народного хозяйства и Гуманитарный университет имени Д. А. Кунаева. Имеет специальности экономиста и юриста.
Трудовую деятельность начал экономистом научно-производственного предприятия «Геосистема» в городе Алма-Ате. С 1991 по 2003 год работал на руководящих должностях в коммерческих структурах. С 1993 по 1998 годы работал заместителем директора, директором, президентом акционерной компании «Асетан». С 1998 по 2003 год являлся президентом ЗАО «Корпорация «Golden Grain Group» в городе Петропавловске.
С 2003 по 2005 год занимал должность начальника департамента жилья города Астаны, затем заведующего отделом по управлению подведомственными организациями Управления делами Президента РК. С 2005 года — директор ГКП «Алматыжер», затем управляющий директор АО «Эксимбанк Казахстана» в городе Алма-Ате. С 2007 года — заместитель председателя правления АО «Трест Средазэнергомонтаж».

### Деятельность на посту акима
24 апреля 2009 года, по согласованию с Павлодарским городским маслихатом, распоряжением акима Павлодарской области назначен акимом города Павлодара.
Павлодарская общественность настороженно восприняла назначение на должность акима города человека с одиозной трудовой биографией (занимал должность директора скандально известного КГКП «Алматыжер» занимавшегося отбором земель под так называемые государственные надобности и если проще государственным рейдерством) начало работы команды Жуламанова было ознаменовано скандалом в стенах аппарата акима города. Группа депутатов городского маслихата устроила драку с представителями команды нового акима.
С 26 сентября 2011 года подал в отставку с поста акима города Павлодара в связи с переходом на другую работу.

### Дальнейшая трудовая биография
С 2011 по 2016 годы занимал пост начальника управления туризма города Алматы.
С июля 2016 года — председатель правления НК «Продкорпорация».
С 25 мая 2018 года по 1 июня 2018 года — исполняющий обязанности Председателя Правления АО «Самрук-Энерго».
С 27 июня 2018 года по 1 мая 2021 года — Председатель Правления АО «Самрук-Энерго».

## Награды
- Орден Курмет (2001)